# Radik Tagirov
Radik Tagirov, přezdívaný též jako Povolžský maniak (rusky Поволжский маньяк) je sériový vrah, který v letech 2011 a 2012 zavraždil 31 postarších žen v různých částech Ruska. Byl považován za jednoho z nejnebezpečnějších zločinců v Rusku. Koncem roku 2020 byl na základě testů DNA dopaden a ke svým činům se podle vyšetřovatelů přiznal. 21. března 2024 byl odsouzen k doživotnímu trestu ve vězení.

## Vraždy
Od března 2011 do září 2012 došlo v Povolžském federálním okruhu a Uralském federálním okruhu k velkému počtu podobných vražd starších žen. Oběťmi byly ve všech případech ženy ve věku 75 až 90 let žijící samy v chruščovkách. Podle vyšetřovatelů se pachatel dostal do bytu pod záminkou, že je sociální pracovník nebo opravář nebo že pomáhá ženě s těžkými nákupními taškami. Všechny oběti byly zardoušeny nebo uškrceny nějakým předmětem, který pachatel vzal v jejich bytě, např. pásem od županu nebo drátem. Po vraždách pachatel z bytu odnesl peníze a cennosti, vyšetřovatelé se ale původně domnívali, že loupežný motiv nebyl pro pachatele hlavní. Pachatel byt vždy následně zamkl. Zločiny byly pečlivě naplánované, vrah používal pletené rukavice, aby nezanechal otisky prstů, a po činu rozsypal po podlaze čisticí prostředek, aby zmátl policejní psy. Spojitost zločinů vyšetřovatelé odhalili šest měsíců po první vraždě, později ji prokázala shoda ve stopách DNA, DNA vraha však ruská policie neměla v databázi.
K prvním devíti vraždám došlo v Kazani, jedna z obětí přežila, ale nedokázala pachatele popsat, protože byla nevidomá. K dalším vraždám došlo v Uljanovsku, Nižním Novgorodu, Iževsku, Permu (dvě vraždy v dubnu 2012), Samaře (dvě vraždy v dubnu a květnu 2012). K 1. srpnu 2012 bylo vražd osmnáct. Mezi 25. a 27. zářím 2012 byly spáchány poslední tři vraždy v Ufě. Celkový počet vražd je 31.
Při jedné z vražd v září 2011 byl pachatel málem chycen synem oběti, když po vraždě prohledával byt, ale podařilo se mu utéci z bytu oknem. Po této vraždě si maniak vybíral oběti, které žily v přízemí nebo v prvním patře, což svědčí o promyšleném a stále se zdokonalujícím postupu.
26. září 2012 byl domnělý pachatel zachycen na bezpečnostní kameře u vstupu do domu jedné z obětí. Díky tomu byl pořízen identikit.
Poslední vražda spojovaná s povolžským maniakem byla spáchána v září 2012. Vyšetřovatelé se domnívali, že pachatel zemřel, skrýval se, opustil Rusko, pobýval v psychiatrické léčebně či ve vězení za jiný trestný čin nebo že změnil modus operandi a další zločiny tak nebyly považovány za součást téže série.

## Další vyšetřování
V roce 2013 byla vypsána odměna ve výši jednoho milionu rublů za informace vedoucí k dopadení pachatele. Téhož roku se objevila teorie, že se pachatel skrývá v Sachalinské oblasti.
V roce 2016 byl muž podobný pachateli zachycen na bezpečnostní kameře, vyšetřování však ukázalo, že s činem nemá nic společného.
6. února 2017 řekl zástupce ředitele Hlavní správy kriminalistiky Vyšetřovacího výboru Ruské federace Ivan Strelcov, že existuje důvodná domněnka, že pachatel žije v Udmurtsku. Odměna za informace vedoucí k dopadení pachatele byla zároveň zvýšena na tři miliony rublů.  Spekulovalo se také o tom, že může jít o někoho, kdo má k dispozici seznam důchodců, např. o zaměstnance zdravotnického systému nebo sociálních služeb. Tomu by nasvědčovaly i záznamy z bezpečnostních kamer, na kterých je domnělý pachatel zachycen jak jde po schodech do bytu oběti s papírem, ve kterém občas cosi čte.
28. března 2017 byl v Samaře zadržen sedmatřicetiletý drogově závislý občan Kazachstánu Pavel Šajachmetov, který byl obviněn z loupežných vražd dvou starších žen v Samaře 25. a 27. března 2017 a při vyšetřování se přiznal také k dřívějšímu ubodání jiné ženy ve Jarcevu. Média jej označovala za možného povolžského zabijáka. Šajachmetov svá přiznání následně odvolal a před soudem tvrdil, že je učinil pod nátlakem vyšetřovatelů, kteří mu podali „jakési preparáty“, a vinu na všech vraždách kategoricky popřel. Po prvním soudním stání spáchal sebevraždu a případ těchto tří vražd byl následně uzavřen.
V létě 2019 se na základě podobnosti identikitů a některých aspektů modu operandi objevily spekulace, že se povolžský maniak dopustil dalších čtyř vražd osob v důchodovém věku (28. května byli uškrceni manželé Gusarovi ve vesnici Stuďonyj a 31. května osmdesátiletí manželé Jušinovi ve vsi Koleno) na vesnicích v Saratovské oblasti. Ruská policie však souvislost těchto případů s povolžským maniakem popřela.
Policie považovala za pravděpodobné, že vrah pocházel z Tatarstánu nebo Udmurtska a studoval na některé ze škol v Kazani, rozeslala proto identikit pachatele do školních zařízení v Kazani v naději, že se některý z učitelů rozpomene na bývalého žáka. I tento krok byl ale bezvýsledný.

## Dopadení a odsouzení pachatele
1. prosince 2020 byl v Kazani zadržen Radik Tagirov, vyučený zámečník narozený v roce 1982. Tagirov, který se krátce před zadržením oženil a narodil se mu syn, se podle vyšetřovatelů k činům přiznal; uvedl, že si celkový počet vražd nepamatuje, ale přiznal se k 26 z nich. Bylo zveřejněno také video z jeho výslechu, na kterém o vraždách hovoří. Jeho motiv byl údajně loupežný: žil tehdy jako bezdomovec a měl hlad. Do bytů se dostával pod záminkou, že je pracovník sociální služby. Stopou, která vedla k Tagirovovu zatčení, byl genetický materiál na kapesníku a zapalovači, které byly nalezeny na místě činu. Nejprve byla zjištěna částečná shoda mezi materiálem nalezeným na místech činu a vzorky odebranými Tagirovově matce, což pak vyšetřovatele dovedlo k samotnému Tagirovovi.
Přestože se Tagirov přiznal během vyšetřování, u soudu však svou výpověď stáhl a vše popřel. I tak byl dne 23. března 2024 soudem v Kazani shledán vinným a odsouzen k trestu doživotnímu ve vězení (za spáchání 31 vražd a 33 pokusů o přepadení mezi březnem 2011 a říjnem 2012). Tagirov se svým právníkem plánují odvolání proti verdiktu.